# Stadion Lugovi
Stadion Lugovi – stadion piłkarski w Budvie, w Czarnogórze. Może pomieścić 4000 widzów. Swoje spotkania rozgrywa na nim drużyna Mogren Budva.